# Hermann Eppenhoff
Hermann Eppenhoff (* 19. Mai 1919 in Wanne; † 10. April 1992 in Gelsenkirchen) war ein deutscher Fußballspieler und -trainer. Er gewann als Spieler des FC Schalke 04 in den Jahren 1939, 1940 und 1942 die Deutsche Meisterschaft und spielte dreimal in der Nationalmannschaft. Als Trainer von Borussia Dortmund gewann er 1963 ebenfalls die Deutsche Meisterschaft sowie 1965 den DFB-Pokal.

## Spielerlaufbahn
1938 wechselte der junge Hermann Eppenhoff von der SpVgg Röhlinghausen zunächst zu TuS Tiefenbach, kurz darauf aber zum Meisterclub FC Schalke 04. Er war als Nachfolger von Ernst Poertgen vorgesehen. Der technisch beschlagene, flinke Stürmer konnte auf dem rechten Flügel wie auch in der Sturmmitte eingesetzt werden. Gleich in seiner ersten Schalker Saison half er mit, die Meisterschale wieder nach Schalke zu holen. Dies gelang am 18. Juni 1939 mit einem 9:0-Sieg über Admira Wien. Als Rechtsaußen war er durch Flügelläufe und Flanken (auf dem linken Flügel tat dies Adolf Urban) an den fünf Toren von Mittelstürmer Ernst Kalwitzki beteiligt. Die zwei Strategen Fritz Szepan und Ernst Kuzorra lenkten das Spiel aus der rechten und linken Verbindung. 1940 gelang dann die Titelverteidigung gegen den Dresdner SC mit einem knappen 1:0-Sieg durch den Treffer von Ernst Kalwitzki in der 27. Spielminute. Das Triple verhinderte am 22. Juni 1941 der SK Rapid Wien durch den 4:3-Erfolg nach einer Schalker 3:0-Führung. In dieser Spielzeit 1940/41 stellte Eppenhoff einen Vereinsrekord auf, der bis 2012 Bestand haben sollte. 42 Treffer erzielte er in den Pflichtspielen der Saison, davon 28 in 19 Gauligaspielen, 13 in der Meisterschafts-Endrunde und eins im Pokalwettbewerb. Am 5. Juli 1942 wurde die Vienna im nächsten Finale um die Deutsche Meisterschaft mit 2:0 Toren geschlagen. Es war der dritte Titel, den Hermann Eppenhoff als Spieler binnen vier Runden erringen konnte.
In der Nationalmannschaft debütierte er am 15. September 1940 beim 1:0-Sieg gegen die Slowakei. In seinem zweiten Einsatz am 5. Oktober 1941 in Helsinki gegen Finnland schoss er beim 6:0-Erfolg drei Tore, Ernst Willimowski gelang dieselbe Trefferausbeute. Bei der 1:2-Niederlage gegen die Schweiz am 1. Februar 1942 in Wien bestritt er sein drittes und letztes Länderspiel. Dabei war der junge Fritz Walter sein Sturmpartner.
Während des Krieges spielte er in der berühmten Soldatenelf Rote Jäger des Kommodores Hermann Graf. Prominenteste Mitspieler waren Fritz Walter, Alfons Moog und Franz Hanreiter. Aus dieser Zeit stammt auch der Rufname „Friedrich“ für Fritz Walter. Im Spätherbst 1944 wurde Graf nach Krakau versetzt, worauf er seine Roten Jäger dorthin nachkommen ließ. Am 19. November 1944 gehörte er der Elf an, die vor 3.000 Zuschauern gegen den LSV Mölders Krakau mit 14:0 gewann, wobei er fünf Tore beizusteuern wusste. 1945 geriet Eppenhoff mit seinem Schalker Mitspieler Walter Zwickhofer in sowjetische Kriegsgefangenschaft, aus der sie erst Ende März 1949 heimkehrten und direkt in die Oberligamannschaft von Schalke Einzug hielten.
In der Oberliga West gelang dann Schalke 04 in der Saison 1950/51 der Titelgewinn und in der Endrunde um die Deutsche Meisterschaft bestritt Eppenhoff alle sechs Spiele der Vorrundengruppe 1; im letzten Gruppenspiel am 10. Juni 1951 gelang ihm in der 88. Minute der 3:2-Siegtreffer im Heimspiel gegen den späteren Meister 1. FC Kaiserslautern. In der Saison 1951/52 wurde er mit seinem Verein Vizemeister im Westen und konnte daher weitere Spiele in der Endrunde bestreiten.
In der Saison 1955/56 beendete er nach zwei Meniskusoperationen seine Laufbahn bei Schalke. Sein letzter großer Auftritt als Spieler war das Finale um den DFB-Pokal 1955, das seine Mannschaft allerdings mit 2:3 gegen den Karlsruher SC verlor.

## Trainerlaufbahn

### Borussia Dortmund 1961–1965
Nach dreijähriger Arbeit in der 2. Liga West bei den Sportfreunden Gladbeck holte Borussia Dortmund den Ex-Schalker als Nachfolger des zum TSV 1860 München abgewanderten Max Merkel im Sommer 1961 als Trainer an den Borsigplatz. Er baute die zwei aus dem Amateurlager geholten Neulinge Wolfgang Paul (VfL Schwerte) und Wilhelm Sturm (Union Günnigfeld) erfolgreich in die Stammformation ein, erreichte aber mit Borussia nur Rang 8 in der Abschlusstabelle. In der zweiten Saison als BVB-Trainer gelang dann die Vizemeisterschaft hinter dem 1. FC Köln. Der von der SpVg Marl hinzugekommene Rechtsaußen Reinhold Wosab war auf Anhieb eine sehr gute Ergänzung zu „Aki“ Schmidt, Jürgen Schütz, Timo Konietzka und Gerd Cyliax und der Trainer hatte damit einen torgefährlichen Sturm zur Verfügung. Da auch die Defensive mit den beiden Torhütern Heinrich Kwiatkowski und Bernhard Wessel, den Verteidigern Lothar Geisler und Wilhelm Burgsmüller und den Läufern Dieter Kurrat, Wolfgang Paul, Wilhelm Sturm und Helmut Bracht ihren Mann stand, war man für die Endrunde 1963 gerüstet. Am 29. Juni gelang dann mit einem 3:1-Sieg im Endspiel gegen den 1. FC Köln tatsächlich der Gewinn der deutschen Meisterschaft.
Hierzu trug der Trainer Eppenhoff vor allem mit der gelungenen Formsteuerung während der Endrunde und dem Endspiel als Gipfel ganz wesentlich bei. Der 1. FC Köln war vom Spielerpotential her eine weit über dem Durchschnitt besetzte Oberliga-Mannschaft. Die Titelverteidigung war für die Domstädter quasi Pflicht. Nach 90 Minuten stand dann aber mit Borussia Dortmund der verdiente Meister fest.
Da ab der neuen Saison 1963/64 die Meisterschaft erstmals in der Bundesliga ausgetragen wurde und der nach Italien abgewanderte Torjäger Jürgen Schütz zu ersetzen war, kamen diesmal die Neulinge nicht nur aus dem Amateurlager. Aus Mönchengladbach kam Mittelstürmer Franz Brungs und für das Tor kam aus Herne Nationaltorhüter Hans Tilkowski. Burghard Rylewicz vom VfB Oldenburg vervollständigte die Neuzugänge.
In der Bundesliga lief es für den BVB nicht nach Plan. Im Tor kamen alle drei Torhüter zum Einsatz. Es reichte nur zum vierten Rang. Im Europapokal setzten die Eppenhoff-Schützlinge aber in dieser Runde Glanzlichter. Die klaren 5:0- und 4:0-Erfolge gegen Benfica Lissabon und Dukla Prag waren zusammen mit der Auseinandersetzung im Halbfinale mit Inter Mailand die Höhepunkte.
Im zweiten Bundesligajahr 1964/65 konnte zwar das Punktekonto und der Rang verbessert werden, aber 36:24 Punkte reichten nur zu Platz 3. Man hatte für das Mittelfeld Rudi Assauer von der SpVgg Herten und Hermann Straschitz von Fortuna Düsseldorf verpflichtet, als ganz große Verstärkung stellte sich aber keiner heraus.
Aber es gelang der Triumph im DFB-Pokal. Am 22. Mai 1965 gewann der BVB das Endspiel in Hannover mit 2:0 Toren (1:0 Schmidt, 2:0 Emmerich) gegen den Regionalligisten Alemannia Aachen. Der Titelgewinn war für den bereits am 4. Mai 1964 vom damaligen Notvorstand gekündigten Trainer Hermann Eppenhoff eine Bestätigung für seine Arbeit.

### MSV Duisburg 1965–1967
In der Bundesliga-Saison 1965/66 übernahm er dann den Vizemeister des Startjahres, den Meidericher SV (die Umbenennung in MSV Duisburg erfolgte zum 1. Januar 1966). Mit 70:48 Toren kam man auf 36:32 Punkte und rangierte damit auf dem 8. Platz. Im DFB-Pokal 1966 erreichte man das Endspiel gegen den FC Bayern München. Nach sehr gutem Spiel – dem jungen Mittelstürmer Rüdiger Mielke gelang in der 28. Minute die 1:0-Führung für die „Zebras“ – setzten sich die Mannen um Franz Beckenbauer am Schluss verdient mit 4:2 durch.
In der zweiten Saison in Meiderich konnte das Niveau nicht mehr gehalten werden, mit 33:35 Punkten platzierte man sich auf Rang 11. Für die Arbeit von Eppenhoff sprach aber das gelungene Einbauen der MSV-Talente Michael Bella, Rüdiger Mielke und Detlef Pirsig. Tragisch für das Sturmtalent Mielke (er erzielte in 13 Einsätzen der Runde 65/66 14 Ligatore und im Pokal traf er auch noch dreimal) –  infolge einer Verletzung konnte er nie mehr für den MSV auflaufen.

### VfL Bochum 1967–1972
Der Präsident Ottokar Wüst wollte mit seinem VfL in die Bundesliga. Dafür schien ihm der kontinuierliche Aufbau-Trainer Eppenhoff gerade recht. Zunächst zahlte sich das Können des Mannes aus Schalke aber im DFB-Pokal 1968 aus. Über die Bundesligisten Karlsruher SC, VfB Stuttgart, Borussia Mönchengladbach und den FC Bayern München zog er mit den VfL-Spielern in das Pokal-Endspiel 1968 ein. Das Finale am 9. Juni 1968 in Ludwigshafen gegen den 1. FC Köln ging dann zwar mit 1:4 Toren recht deutlich verloren, es schmälerte aber trotzdem nicht den Erfolg des Regionalligisten in diesem Wettbewerb.
Im zweiten Jahr rückte man auf den 3. Rang vor, um dann 1970 die ersehnte Meisterschaft an die Castroper Straße zu holen. In der Aufstiegsrunde scheiterte man aber an der Klassemannschaft der Offenbacher Kickers.
Auch 1971 gewann man die Meisterschaft in der Regionalliga-West und jetzt wurde die Aufstiegsrunde erfolgreich absolviert. Mit 14:2 Punkten wurde der lange erhoffte Aufstieg in die Bundesliga bewerkstelligt.
In der Bundesliga schlug sich der Neuling in der Runde 1971/72 sehr beachtlich. Mit dem ausgeglichenen Punktekonto von 34:34 rangierte man in der Abschlusstabelle auf Platz 9. In der Rückrunde hatte man mit 32:29 Toren 20:14 Punkte erobern können und der Publikumsliebling Hans Walitza hatte 22 Tore dazu beigesteuert.
Trainer Eppenhoff hatte auch in Bochum ohne die finanziell spektakulären Transfers gearbeitet, hatte Talente eingebaut oder Routiniers zu neuen Taten angestachelt und trotzdem Kombinationsfußball mit Herz spielen lassen.

### VfB Stuttgart
Ab der Saison 1972/73 arbeitete der Mann aus dem Kohlenpott dann im Schwabenland beim VfB Stuttgart. Dort hatte der Meistertrainer Branko Zebec in den Runden 70/71 und 71/72 nicht den erhofften Erfolg gehabt. Um in der Tabelle nach vorne zu kommen, stellte man dem neuen Trainer auch diese neuen Spieler zur Verfügung:
- Dieter Brenninger (Young Boys Bern)
- Norbert Siegmann (Tasmania 1900 Berlin)
- Herward Koppenhöfer (Bayern München)
- Hermann Lindner (1860 München, Amateure)
- Helmut Roleder (eigene Jugend)
- Dieter Schwemmle (eigene Amateure)

Eppenhoff führte den VfB mit Platz 6 in den UEFA-Pokal. Jetzt trat aber das VfB-Präsidium mit Senator Hans Weitpert an der Spitze auf die Bremse. Der erfolgreiche Sturm der Saison 1972/73 mit Dieter Schwemmle (33 Spiele, 6 Tore), Wolfgang Frank (26 Spiele, 11 Tore) und Horst Köppel (29 Spiele, 11 Tore) kehrte dem VfB Stuttgart komplett im Sommer 1973 den Rücken. Dies war ein krasser sportlicher Rückschritt.
Nun wurde ganz auf die Karte preiswerter Nachwuchstalente an der Hand eines fähigen Trainers gesetzt.
Es kamen:
- Hermann Ohlicher (FV Ravensburg)
- Heinz Stickel (SpVgg Ludwigsburg)
- Markus Elmer (eigene Amateure)
- Klaus-Dieter Jank (eigene Amateure)
- Eckhard Müller (eigene Amateure)
- Arno Schäfer (eigene Jugend)
- Bernd Schäfer (eigene Jugend)

Die Runde verlief sportlich gut, insbesondere im UEFA-Cup. In der Bundesliga ging es aber doch abwärts, man kam nur auf 31:37 Punkte und landete damit auf Platz 9. Im UEFA-Cup erreichte man mit den jungen Spielern dann sogar das Halbfinale. Über Nikosia, Tatran Prešov, Dynamo Kiew und Vitória Setúbal spielte man sich zu den beiden Begegnungen gegen Feyenoord Rotterdam. Im Hinspiel in Rotterdam gab es eine knappe 1:2-Niederlage, im Rückspiel konnten die Holländer ein 2:2 über die Zeit retten; damit waren Eppenhoff und seine Mannen knapp am Finaleinzug gescheitert. Das Abschneiden im europäischen Wettbewerb war dennoch eine beachtliche Leistung von Trainer und Mannschaft. Hermann Ohlicher war vom FV Ravensburg direkt in die Bundesliga zu 33 Einsätzen mit 17 Toren durchgestartet, allein dies war eine sehr gute Entwicklung.
Im Sommer 1974 zog es dann auch den begabten und dazu laufstarken Mittelfeldspieler Karl-Heinz Handschuh weg vom Neckar und es ging in der Saison 1974/75 in der Tabelle nach unten. Am 1. Dezember 1974 wurde gegenüber dem Trainer die Entlassung ausgesprochen. Der zum Retter erkorene Alt-Internationale Albert Sing konnte den Trend in der Rückrunde nicht stoppen und der VfB stieg am Ende aus der Bundesliga ab.

## Trainerstationen in Daten
- 1956–1958 FC TuRa Bergkamen (Verbandsliga Westfalen)
- 1958–1961 Sportfreunde Gladbeck (II. Division West)
- 1961–1965 Borussia Dortmund (Oberliga West/Bundesliga)
- 1965–1967 Meidericher SV/MSV Duisburg (Bundesliga)
- 1967–1972 VfL Bochum (Regionalliga West/Bundesliga)
- 1972–1. Dezember 1974 VfB Stuttgart (Bundesliga)
- November 1976–März 1977 SG Union Solingen (2. Bundesliga Nord)